# Аш-Шебат, Аднан
Аднан Мохаммед Авад аш-Шебат (араб. عوض عدنان‎, род. 15 февраля 1973, Амман, Иордания) — иорданский футболист, защитник, выступавший за сборную страны. Ныне тренер юношеской сборной Иордании.

## Клубная карьера
Аднан аш-Шебат практически всю свою карьеру, с небольшими перерывами, провёл в амманском клубе «Аль-Файсали». За 16 сезонов он стал 9-кратным чемпионом страны и 11-кратным обладателем Кубка Иордании.
В 1995—1996 годах аш-Шебат, вместе с двумя товарищами по олимпийской сборной Иордании Бадраном аш-Шаграном и Анбаром Мазином, играл в России за «КАМАЗ-Чаллы», провёл за основной состав клуба 6 матчей в чемпионате и 1 в Кубке Интертото. В 2002 году аш-Шебат выступал за бахрейнский «Аль-Мухаррак».

## Международная карьера
Имеет опыт выступления за молодёжную и олимпийскую сборные Иордании. С 1993 года в течение десяти лет Аднан аш-Шебат выступал за национальную сборную Иордании, принимал участие в финальных турнирах Арабских игр, Кубка арабских наций и чемпионата Западной Азии. Всего за сборную страны он сыграл 92 матча.
22 августа 2011 года был сыгран товарищеский матч между сборными Иордании и Туниса, который стал прощальным матчем Аднана аш-Шебата. Сам аш-Шебат сыграл в этом матче первые пять минут.

## Тренерская карьера
С 2009 года тренировал команду «Шихан», игравшую в одной из низших лиг Иордании. С 2013 года возглавляет юношескую (до 17 лет) сборную Иордании.

## Семья
Отец — Мохаммед Авад (1939—2012), которого считают одним из лучших тренеров Иордании за всю историю.